# Nouna (département)
Cet article concerne le département et la commune urbaine. Pour la ville chef-lieu, voir Nouna.
Nouna est un département et une commune urbaine de la province de la Kossi, situé dans la région de la Boucle du Mouhoun au Burkina Faso. En 2019, le dernier recensement général comptabilisait 89 742 habitants.

## Géographie

### Démographie
Le département et la commune urbaine de Nouna comptabilisait :
- 73 081 habitants en 2006[4].
- 89 714 habitants en 2019[2].

## Administration

### Localités
Le département et la commune urbaine de Nouna est administrativement composé d'une ville chef-lieu (également chef-lieu de la province de la Kossi) :
- Nouna, divisée en 7 secteurs totalisant 22 166 habitants (données de population consolidées en 2012[1] issues du recensement général de 2006[4]) :

- Secteur 1 (2 279 habitants)
- Secteur 2 (3 429 habitants)
- Secteur 3 (2 264 habitants)
- Secteur 4 (5 623 habitants)
- Secteur 5 (3 883 habitants)
- Secteur 6 (3 089 habitants)
- Secteur 7 (1 599 habitants)

et soixante villages (depuis 2016, cinquante-neuf reconnus en 2006) totalisant 50 840 habitants  :
- Aourèma (340 habitants)
- Babékolon (588 habitants)
- Bagala (1 254 habitants)
- Bankoumani (1 119 habitants)
- Baré (1 284 habitants)
- Bisso (521 habitants)
- Bonkuy (94 habitants)
- Boron (661 habitants)
- Damandigui (438 habitants)
- Dantiéra (396 habitants)
- Dara (2 376 habitants)
- Dembéléla (407 habitants)
- Dembo (1 835 habitants)
- Digani (1 598 habitants)
- Dina (140 habitants)
- Diondougou (183 habitants)
- Dionkongo (792 habitants)
- Farakuy (485 habitants)
- Kaki (1 176 habitants)
- Kalfadougou (606 habitants)
- Kansara (633 habitants)
- Karékuy (345 habitants)
- Kéména (1 635 habitants)
- Kéréna (822 habitants)
- Kolonkoura (184 habitants)
- Kombara (1 104 habitants)
- Konankoira (1 606 habitants)
- Konkuini (348 habitants)
- Kononiba (396 habitants)
- Korédougou (173 habitants)
- Koro (2 472 habitants)
- Léï (438 habitants)
- Mani (828 habitants)
- Moinsi (75 habitants)
- Mourdie (1 452 habitants)
- Niankuy (208 habitants)
- Ouette (1 186 habitants)
- Pa (1 252 habitants)
- Patiarakuy (344 habitants)
- Saint-Jean (547 habitants)
- Saint-Louis (1 027 habitants)
- Sampopo (749 habitants)
- Séré (924 habitants)
- Sériba (1 358 habitants)
- Sien (176 habitants)
- Simbadougou (1 111 habitants)
- Soa (847 habitants)
- Sobon (1 142 habitants)
- Soin (1 215 habitants)
- Sokoro (1 003 habitants)
- Solimana (1 726 habitants)
- Tébéré (517 habitants)
- Ténou (1 722 habitants)
- Thia (194 habitants)
- Tissi (789 habitants)
- Tombodougou (881 habitants)
- Toni (1 979 habitants)
- Tonkoroni (294 habitants)
- Tonséré (561 habitants)
- Zoun (359 habitants)